# Express 1
O Express 1, também conhecido por Ekspress 11L, foi um satélite de comunicação geoestacionário russo da série Express construído pela NPO Prikladnoi Mekhaniki (NPO PM). Ele esteve localizado na posição orbital de 14 graus de longitude oeste e era de propriedade da empresa estatal Russian Satellite Communications Company (RSCC). O satélite foi baseado na plataforma MSS-2500-GSO (MSS-740) e sua vida útil estimada era de 5 anos. O mesmo experimentou problemas de orientação da Terra-orbital em torno de 12 de junho de 2001 e foi desativado. Aos clientes foi oferecido a capacidade do Express A3 em 11 graus oeste e o Gorizont 26 foi transferido para a posição orbital de 14 graus oeste.

## Lançamento
O satélite foi lançado com sucesso ao espaço no dia 13 de outubro de 1994, às 16:19 UTC, por meio de um veículo Proton-K/Blok-DM-2M a partir do Cosmódromo de Baikonur, no Cazaquistão. Ele tinha uma massa de lançamento de 2.500 kg.